# Odza
Odza est un quartier situé dans l'arrondissement de Yaoundé IV à Yaoundé, capitale du Cameroun.

## Historique
Odza est une petite rivière qui traverse le petit pont Tropicana. Le quartier a été surnommé Koweit-City en raison de ses nombreuses villas luxueuses. 

## Éducation
- Lycée d'Odza[3].
- Complexe scolaire adventiste d'Odza[4].

## Sécurité
- Brigade d'Odza[5].